# ジョンソン彗星
ジョンソン彗星（英語: 48P/Johnson）は太陽系の短周期彗星である。核の直径は、5.74 km。

## 発見
ジョンソン彗星は南アフリカの天文学者、アーネスト・ジョンソンが1949年8月25日に前日に撮影された画像から発見した。発見されたときの見かけの等級は13.8等であった。